# Коаліціада в Україні 2006

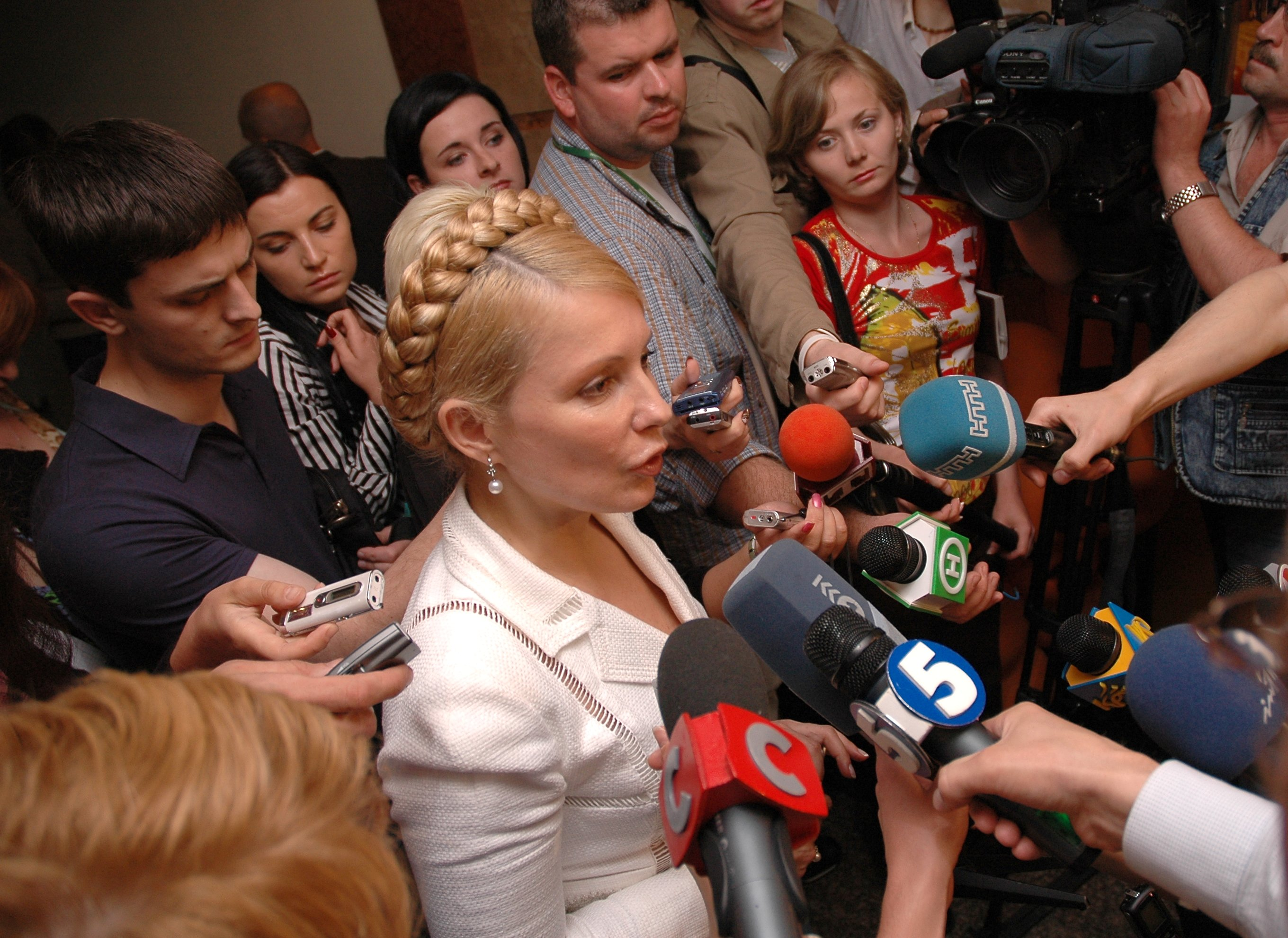
Ю. Тимошенко у фойє штабу «Нашої України» повідомляє про створення «Демократичної коаліції» (22 червня 2006), яка розпалася через кілька тижнів

Коаліціа́да — від «коалі́ція»; саркастична назва «тривалого процесу формування коаліції». У цьому випадку мова йде про «коаліціаду» в Україні, яка затягнулася на чотири місяці — після парламентських виборів (голосування 26 березня 2006 року).

## Короткий опис подій

### Новий порядок створення «правлячої коаліція» унеможливив підкуп окремих депутатів
Питання створення коаліції було надзвичайно важливим, оскільки згідно Конституції України в редакції 2004 року, уряд України формувала «правляча коаліція». Крім того, в Конституції містилася жорстка вимога, що «правлячу коаліцію» повинні створити виключно «фракції партій, які перемогли на виборах», тобто не допускалася участь у коаліції ані «окремих депутатів» (тобто перебіжчиків, які полишили свої фракції), ані новостворених фракцій — ця вимога Конституції значно ускладнювала «підкуп депутатів з метою створення коаліції». Тому створити коаліцію виявилося досить складно.

### Розкол «демократичних політсил». Пошук посади для Петра Порошенка
Під час «коаліціади-2006» відбувся розкол серед трьох «помаранчевих політсил» (БЮТ, «Наша Україна», соціалісти). На виборах-2006 перемогла «помаранчева коаліція». Згідно з попередніми домовленостями, посаду прем'єра повинна була отримати та з союзних політсил, яка на парламентських виборах набрала голосів більше за інших союзників. За результатами виборів, такою політсилою став БЮТ. Але команда президента Ющенка стала вимагати посаду прем'єр-міністра для свого представника Петра Порошенка. Переговори щодо цього затяглися на кілька місяців.

### Конкуренція Порошенка та Мороза привела до влади «уряд Януковича»
Зрештою «команда Ющенка» погодилась на кандидатуру Тимошенко на посаді прем'єр-міністра, і 22 червня було оголошено про створення правлячої коаліції в складі БЮТ, «Нашої України» та СПУ. Але знову виникла проблема «працевлаштування» Петра Порошенка: «Наша Україна» стала вимагати для нього посаду спікера парламенту. Проте пост спікера вже був обіцяний лідеру соціалістів Морозу (а просування Порошенка на посаду спікера означало небезпеку відновлення його протиборства з Тимошенко, як це вже було у 2005 році), тому соціалісти врешті-решт пішли на союз з «Партією регіонів» — була утворена «Антикризова коаліція» в складі «Партії регіонів», СПУ, КПУ, Мороз став спікером, прем'єр-міністром став Янукович (Ющенко підписав згоду про призначення Януковича на посаду прем'єра), а «Наша Україна», хоча формально не увійшла в коаліцію з «Партією регіонів», але фактично отримала майже половину посад міністрів в уряді Януковича — 8 (перелік дивись далі в статті). Єдиною парламентською фракцією, яка залишилася в опозиції, став БЮТ, хоча саме він, при дотриманні всіх домовленостей, досягнутих ще перед виборами, отримав би посаду прем'єр-міністра (а отже, очолив би виконавчу владу в країні).
Але союз Ющенка і Януковича виявився неміцним, і вже через кілька місяців виникла глибока парламентська криза, яка розв'язалася достроковими парламентськими виборами у 2007 році.

### Наслідки зради під час «коаліціади»: занепад «друзів Ющенка» та СПУ
Внаслідок виборів-2007 усі ті, хто зрадив «помаранчеву перемогу на виборах-2006» зазнали суттєвих втрат: найближче оточення Ющенка (Порошенко, Червоненко, Безсмертний) взагалі не були включені у виборчі списки «Нашої України»; Мороз та СПУ на виборах не подолали «прохідний бар'єр»; а «Наша Україна» набрала вдвічі менше голосів, аніж БЮТ. Після цих перевиборів-2007 була утворена коаліція БЮТ та «Нашої України — Народної самооборони», а прем'єр-міністром стала Юлія Тимошенко.

## Проблема політичної корупції під час «Коаліціади»
В Україні традиційними стали такі процеси як масовий перехід депутатів із фракції у фракцію. По суті, це є зрадою виборців, оскільки виборці віддали перевагу одній партії, а в результаті «перебіжок» депутатів зовсім інша партія отримує владу.
Зрозуміло, що різного роду підкупом депутатів займаються передусім найбагатші бізнесмени, «олігархи». Тому партії «не олігархічного типу» (такі як соціалісти і комуністи) добилися включення до Конституції України положень, які фактично забороняють «перехід між фракціями» — це робилося, насамперед, з тією метою, щоб після виборів результат виборів не змінювався на протилежний.
Проте навіть з новою редакцією Конституції в олігархів залишилося бажання і можливості змінювати результати виборів після виборів. Але це було зробити важче, аніж раніше, і тому процес створення коаліції затягнувся надовго.

## «Коаліціада» як «перегляд результатів парламентських виборів»
«Коаліціада 2006 року» змінила на протилежні результати парламентських виборів 2006 року — на виборах перемогла «помаранчева коаліція», а владу отримала політсила Януковича. Тобто «коаліціада» показала можливість докорінного перегляду результатів виборів за рахунок змов. Досить точно про це сказав Сергій Льовочкін у статті для «Української правди» (у 2006 році Льовочкін обирався як депутат «Блоку Литвина», але блок не пройшов до парламенту; у 2010—2013 роках С. Льовочкін обіймає посаду Голови Адміністрації президента Януковича):
 — «По суті, пройшло вже більше 2 місяців з того моменту, як кожен, хто взяв участь у парламентських виборах, реалізував своє право голосу (голосування 26 березня 2006) — але в Україні розгорнувся другий тур парламентських виборів, в ході якого здійснюється спроба переглянути їхні результати».
Українські ЗМІ, політики, політологи опублікували чимало матеріалів щодо причин, передісторії та таємних домовленостей під час «коаліціади». Термін «коаліціада» міцно закріпився в українських ЗМІ та політикумі, наприклад:
- Заголовок статті на популярному інформаційному сайті: «Українська коаліціада: чотири об'єднання за два роки (2006—2008)».[3]
- 26 червня 2006, «Український незалежний центр політичних досліджень», стаття «„Коаліціада“ завершена. Що далі?» : «Майже тримісячну епопею створення парламентської коаліції в помаранчевому форматі складно описувати в категоріях логіки. Адже чи не щодня відбувалися ініційовані тими чи іншими учасниками „трійки“ взаємовиключаючі події, а чи не кожна заява представників майбутньої коаліції суперечила попереднім».[4]
- «Ющенко впевнений, що „коаліціада 2006 року“ не повториться. У Верховній Раді 6-го скликання — коаліція не буде формуватися на основі окремого членства депутатів, як це було в попередньому парламенті, висловив упевненість глава держави. „Ніколи не буде уже формування коаліції на базі таких відносин між фракціями, як це було вісім місяців тому“, — сказав президент. За його словами, при формуванні коаліції не спрацює фактор „перекуповування“ певної кількості депутатів. Президент нагадав, що до коаліції можуть входити лише фракції».[5]
- Стаття на сайті «rus.NEWSru.ua» — «Огляд преси, 28 листопада: коаліціада-2007. Цензурних слів не залишилося» (огляд преси: «Газета по-киевски», «Комерсант-Україна», «Економічні вісті», «Сегодня»):

 — «„Коаліціада дістала!“, — Обурюється „Газета по-киевски“. — Вже не залишилося цензурних слів!… Видання впевнене, що все котиться уторованою в 2006 році доріжкою». З газети «Сегодня»: "«Насправді вся провина в затягуванні процесу — лежить не на якомусь міфічному „оточенні президента“ типу Балоги, а на самому Ющенку», — сказав журналістам народний депутат від БЮТ Михайло Поживанов".

### Важливість «правлячої коаліції» в парламентській України-2006
8 грудня 2004 в Україні була змінена Конституція («політреформа»): Україна стала парламентсько-президентською республікою (в повній мірі — ці зміни набули чинності з 1 січня 2006). «Правляча коаліція» наділялася значними повноваженнями, анітрохи не меншими, аніж «повноваження Президента». Зокрема, «Кабінет Міністрів» призначав вже не Президент, а «правляча коаліція»; причому «коаліція фракцій, створених політсилами, які брали участь у виборах» (тобто входять в коаліцію — тільки фракції, а не «окремі депутати»).

## Виборча кампанія. Проблеми з єдністю «помаранчевих партій»
Тема «єдності помаранчевих партій» — була важливою тому, що 8 вересня 2005 р. «КабМін Тимошенко» був відправлений у відставку через конфлікт з «командою Ющенка (перш за все з П. Порошенком)». Початок парламентських виборів — проходив в умовах жорсткої конфронтації між БЮТ та «Нашою Україною» : 8 січня 2006 року БЮТ підтримав «Партію регіонів та КПУ» в голосуванні за «відставку уряду Єханурова» (що, втім не мало великих наслідків, оскільки «уряд Єханурова» продовжив роботу в статусі «виконуючого обов'язки» — до створення нового уряду 4 серпня 2006 року).
Однак, уже в кінці січня 2006 р. БЮТ та НУ стали прагнути до примирення; з обох сторін лунали заяви про необхідність підписання «попередньої угоди про коаліцію після виборів»
«Наша Україна» щодня на всіх теле- і радіоканалах повторювала «виборче гасло НУ»: 
 — «Не зрадь Ющенка, не зрадь Майдан — Україна у нас одна!» Тобто «Наша Україна» особливо підкреслювала, що саме вони є «найстійкішими борцями проти режиму Кучми-Януковича», а мовляв, «БЮТ та СПУ» не зовсім вірні «політичній лінії Ющенка». Це ж гасло особливо часто лунало у виступах керівника виборчого штабу «Нашої України» Р. Безсмертного (голови Секретаріату Президента).

### Результати партій на виборах
Відомий політолог В. Карасьов 22 березня 2006 р. (за 4 дні до виборів) прогнозував такі результати : ПР, 28,9 %; Блок партій «Наша Україна», 18 %; БЮТ, 14,2 %; СПУ, 4,6 %; «Ми» (блок Литвина), 3,8 %; КПУ, 3 %. Тобто, зокрема соціологічні опитування віддавали перевагу «Нашій Україні» перед БЮТ (адже на минулих виборах НУ набрала «депутатських місць» в п'ять разів більше, аніж БЮТ).
26 березня 2006 року в Україні відбулися вибори до Верховної Ради. «Партія регіонів» отримала 186 місць (32.24 %); БЮТ — 129 місць (22.29 %); «Наша Україна» — 81 місце (13.95 %); СПУ — 33 місця (5.69 %); КПУ — 21 місце (3.66 %).
Отже, за результатами виборів — перемогу отримали «помаранчеві партії, які були разом з часів Помаранчевої революції» — БЮТ, НУ, СПУ набрали 243 місця (і перемогли в 17-ти регіонах з 27 в Україні), тобто впевнена більшість (на виборах-2002 ці партії мали такі результати: НУ — 112 місць, БЮТ — 22; СПУ — 23). «Блок Юлії Тимошенко» став лідером серед «помаранчевих» (22,29 %; 5648345 голосів) — переміг у 14-ти регіонах з 27; ще в трьох регіонах перемогла «Наша Україна», а «Партія регіонів» перемогла у 10-ти регіонах (див. Парламентські вибори в Україні 2006).

## Коаліційні суперечності після виборів 2006
Проте після переконливої перемоги «помаранчевих» на виборах почалися тривалі переговори, «Наша Україна» висувала все нові й нові вимоги до БЮТ та СПУ; зокрема НУ заговорила про те, що треба спочатку узгодити «ідеологічні позиції» — гасло, озвучене головою Секретаріату Президента Р. Безсмертним: «Спочатку засади, потім — посади».
«Каменем спотикання» при створенні коаліції знову стала посада для П. Порошенка. Оскільки посада прем'єра для нього була вже нереальною, то 27 травня 2006 року члени фракції блоку „Наша Україна“ ухвалили рішення висунути Порошенка на посаду голови Верховної Ради. І 22 червня 2006 нарешті було підписано «коаліційну угоду» про «Демократичну коаліцію» (БЮТ, «Наша Україна», СПУ) за якою Тимошенко ставала Прем'єр-міністром, а Порошенко — Головою Верховної Ради: 
 — «Блок Юлії Тимошенко отримав посаду Прем'єр-міністра, повний контроль над економічним блоком уряду, а також пости керівників НАК „Нафтогаз України“, Фонду державного майна та „Державного комітету з телерадіомовлення“, Податкової адміністрації, Державного казначейства. Між членами коаліції були розподілені й усі керівні посади у Верховній Раді».
Однак на посаду Голови Верховної Ради претендував лідер СПУ О. Мороз — він обурено говорив, що П. Порошенко у 2005-му році дискредитував себе :
 — «6 липня 2006 керівник фракції СПУ Олександр Мороз заявив, що частина народних депутатів від СПУ не буде голосувати на підтримку кандидатури Порошенка на посаду голови Ради, „оскільки очевидною є перспектива того, що спікерство Порошенка закладає основи, які призвели до розвалу влади в країні“. „Це провокація, про яку добре знає президент“, — сказав Мороз. Увечері Порошенко зняв свою кандидатуру на посаду голови Верховної Ради й закликав лідера СПУ Олександра Мороза взяти з нього приклад. Мороз відмовився від цього кроку й був обраний спікером парламенту».
О. Мороз таємно домовився з «Партією регіонів»; і 6 липня 2006 (голосами «Партії регіонів», КПУ, СПУ) Головою Верховної Ради — був обраний О. Мороз. А 7 липня було оголошено про створення «Антикризової коаліції» на чолі з «Партією регіонів» (до неї увійшли КПУ, СПУ); ця коаліція запропонувала Президентові Ющенку подати у Верховну Раду кандидатуру В. Януковича на посаду Прем'єр-міністра.

### «Універсал». Призначення «КабМіну Януковича»
3 серпня 2006 було підписано «Універсал національної єдності»; на базі якого 4 серпня 2006 р. було призначено «КабМін Януковича». При призначенні «КабМіну Януковича» туди увійшли «8 міністрів від Нашої України»: "за квотою від блоку «Наша Україна» в уряд Януковича були призначені міністри :
- юстиції — Роман Зварич;
- у справах сім'ї, молоді і спорту — Юрій Павленко;
- охорона здоров'я — Юрій Поляченко;
- культури і туризму — Ігор Ліховий;
- керівником Міністерства з питань надзвичайних ситуацій був Віктор Балога, який 15 вересня очолив Секретаріату президента;
- міністр внутрішніх справ Юрій Луценко призначений в результаті консультацій між Президентом і прем'єром;
- квоту Президента складали посади міністра оборони (Анатолій Гриценко)
- та міністр закордонних справ (Борис Тарасюк)[16]

Таким чином, результати «Парламентських виборів-2006» були змінені на протилежні, і замість «помаранчевої коаліції» та «помаранчевого КабМіну Ю. Тимошенко» — Україна отримала «КабМін В. Януковича»; а Тимошенко-БЮТ опинилися в опозиції — до Януковича, СПУ, Ющенка й «Нашої України». Але «Наша Україна» не бачить своєї провини в провалі «помаранчевої коаліції», а звинувачує О. Мороза — цитата з офіційного сайту «Нашої України» (розділ «Наша історія»): 
 — «Виконуючи передвиборчі обіцянки, фракція Блоку „Наша Україна“ в парламенті утворила „Демократичну коаліцію“ з фракціями БЮТ та соціалістами. Однак, через особисті амбіції та жагу влади один з партнерів (фракція СПУ) — підступно вийшла з коаліції. Після зради Олександра Мороза, а згодом — Анатолія Кінаха, фракція „Наша Україна“ пішла в опозицію».
БЮТ відразу заявив про свою опозиційність до «коаліції Партії регіонів, КПУ, СПУ, та напівкоаліційного членства „Нашої України“». Офіційно БЮТ перейшов в опозицію з кінця вересня 2006 р.
Проте підписання «Універсалу національної єдності» (3.8.2006) та входження «міністрів Нашої України» в «КабМін Януковича» (8.8.2006) все ще не закінчили «коаліціаду», оскільки тертя щодо «входження та виходу „Нашої України“ з коаліції» тривали. І вже 5 жовтня 2006 р. (повторна заява 16 — жовтня) — лідер фракції Р. Безсмертний заявив про перехід «Нашої України» в опозицію та про вихід з уряду «міністрів від Нашої України» (офіційно «Наша Україна» перейшла в опозицію з 17.10.2006; прем'єр Янукович поступово звільняв з уряду «міністрів від Нашої України» — з жовтня 2006 по січень 2007). Тобто коаліція «Нашої України» з «Партією регіонів» протрималася всього лише з серпня по жовтень (два місяці).
Варто відзначити, що потрясіння «коаліціади-2006» прямо призвели до перевиборів парламенту України в 2007 році; але в списках «Нашої України, Народної самооборони» на «парламентських виборах 2007 року» вже не було минулих фаворитів: П. Порошенка, Р. Безсмертного, Ю. Єханурова. Не пройшла до парламенту-2007 також СПУ Олександра Мороза.

## Важливі чинники, що зумовили «коаліціаду»
Сторонньому спостерігачеві «коаліціада-2006» здавалася абсурдом — три місяці «випуски новин» обговорювали все нові «вимоги „Нашої України“» до «БЮТ та СПУ», без будь-якого просування до створення коаліції. Політологи та преса багато писали «про зовнішню сторону подій», але рідше вказувалося на «причини коаліціади», які були прозаїчними:
1) Ющенко й Тимошенко абсолютно по-різному вирішували «головні політико-економічні питання Україна»: земля, шельф, РосУкрЕнерго, темпи зростання зарплат-пенсій населення, тощо (див. відповідний розділ в статті «Ющенко Віктор Андрійович») — і будь-яке обговорення цих питань призводило до конфлікту.
2) Також (з перших місяців «КабМіну Тимошенко-2005») виник конфлікт між прем'єром Тимошенко і «бізнес-оточенням Ющенка» (Д. Фірташ, П. Порошенко, Є. Червоненко, Д. Жванія тощо); цей конфлікт колоритно описав «послідовний прихильник Ющенка» Б. Березовський, у вересні 2005 року: «Пам'ятаєте, говорили про те, що це „революція мільйонерів проти мільярдерів“, поганий той мільйонер, який не мріє стати мільярдером. Але, як тільки вони отримали владу, вони почали, що називається „дерибанити“ (ділити захоплене). Тимошенко, звичайно, заважала». При цьому Березовський позитивно відгукнувся про діяльність екс-прем'єра Тимошенко: «Її робота на посаді прем'єра була дуже гідною».
У найбільших енергетичних компаніях Україні (РосУкрЕнерго та «Венко») — співвласниками були Д. Фірташ (з команди Ющенка) та представники «Партії регіонів» (Ю. Бойко, Р. Ахметов, С. Льовочкін). Тимошенко ж — називала «Венко» та РосУкрЕнерго — «корупційними схемами», тому-то з самого початку «команда Ющенка» була націлена на те, щоб не допустити Тимошенко на посаду прем'єр-міністра (а коли Тимошенко все-ж-таки зайняла посаду прем'єр-міністра в грудні 2007 року, то відібрала у цих компаній «виключні права»).
3) Ю. Єхануров (який у 2006 р. був прем'єр-міністром) розповідав восени 2007 року, що в 2006 році з самого початку був націлений на коаліцію з «Партією регіонів» і вів про це переговори — за дорученням президента В. Ющенка:
| "Окрема історія — це створення коаліції після виборів-2006. Коли в ніч з 26 на 27 березня минулого року були оголошені результати екзит-полів, Роман Безсмертний , який був головою ради «Нашої України», оголосив про згоду на прем'єрство Тимошенко. Однак цей жест керівника партії був жорстко припинений почесним головою «Нашої України» Віктором Ющенком . Пролунала вимога президента про те, що кадрові питання не можуть бути першочерговими, а треба розробити програму коаліції. Потім «Наша Україна» висунула на посаду спікера Петра Порошенка як противагу майбутньому прем'єрству Тимошенко. Насправді ж за цією димовою завісою весь цей час велися багатомісячні переговори на два фронти — Юрій Єхануров за дорученням Ющенка про все домовився з регіоналами й навіть вихопив у них посаду прем'єр-міністра. Оригінальний текст (укр.) — „Я діяв не від імені партії — я діяв від імені президента! Ми з Віктором Федоровичем Януковичем провели багато годин у розмові один на один. Але ми ходили, ми не сиділи в приміщенні, й розмовляли багато годин. Треба було говорити без паперів, без заготовок, відверто… І я задоволений тим, що я виконав доручення президента по повній програмі“, — розповів Єхануров у своїх спогадах в інтерв'ю „Українській правді“». [ 25 ] |

4) «Секретні доповіді посла США в Україні» (опубліковані в грудні-2010 на сайті Wikileaks) говорять, що: 22.03.2006 (тобто за 4 дні до дня голосування на виборах-2006) «міністр оборони Гриценко» (який входив до найближчого оточення Ющенка й був вірний Ющенку) зустрівся з «послом США», й впродовж всієї зустрічі наполегливо переконував посла в необхідності «коаліції „Нашої України“ та „Партії регіонів“» (за умови, що за Гриценком залишиться посада «міністра оборони»); Гриценко стверджував (посилаючись на переговори з «хрещеним батьком Партії регіонів Р. Ахметовим»), що «Партія регіонів» не прагне до перегляду «планів Ющенка щодо зближення України з НАТО». Зазначу, що посол Джон Едвард Гербст був на посаді посла в Україні в період «з вересня-2003 по травень-2006».

### WikiLeaks: підготовка коаліції (ще до виборів) між «Нашою Україною» та «Партією регіонів»
Матеріали з сайту WikiLeaks (опубліковані 03 грудня 2010 на сайті «Фокус»; в перекладі на російську мову) — лист «посла США в Україні» Джона Гербста (John E. Herbst), звіт про розмову з «міністром оборони України» А. Гриценком, 22.3.2006:
| ГРИЦЕНКО ПРО РОЗМОВУ З АХМЕТОВИМ. (3) С Е К Р Е Т Н О КИЇВ 001123 SIPDIS EO 12958: DECL: 23.03.16 TAGS: MARR, PGOV, PINR, НАТО ТЕМА: УКРАЇНА — МІНІСТР ОБОРОНИ ПРО НАТО ТА ГАРАНТІЇ ЗАЙНЯТОСТІ Засекречено: Послом. Причина — п. 1.4 (b) і (d). Міністр оборони про НАТО. Оригінальний текст (укр.) 1. (C) Під час зустрічі з послом 22 березня (2006) міністр оборони Анатолій Гриценко сказав, що займається реорганізацією Генерального штабу Збройних Сил України з метою приведення його у відповідність до вимог Глобальної системи оперативного управління для спільного використання країнами-членами НАТО (GCCS-J).Він також висловив надію, що План дій щодо членства в НАТО (ПДЧ) для України буде схвалено на наступному засіданні міністрів оборони країн НАТО, s що восени Україна буде готова продовжити реформи згідно з ПДЧ.2. (C) У відповідь на зауваження посла про те, що багато чого буде залежати від результатів майбутніх парламентських та місцевих виборів, а також від складу майбутнього коаліційного уряду, А. Гриценко запевнив, що новий уряд продовжить курс на вступ України в НАТО, навіть якщо він буде сформований коаліцію між «Партією регіонів» та «Нашою Україною».За словами А. Гриценка, Партію регіонів не хвилюють питання зовнішньої політики. А. Гриценко не надає значення антинатовській риториці регіоналів, вважаючи, що вона призначена виключно для «внутрішнього споживання в період виборів». Коли посол зауважив, що лідер Партії регіонів В. Янукович у приватних бесідах висловлював зацікавленість тільки у співпраці з НАТО, але не у членстві України в цій організації, А. Гриценко знову повторив, що «Партію регіонів не хвилюють питання зовнішньої політики».… і гарантії зайнятості3. (C) Гриценко повідомив, що минулого тижня розмовляв з фінансовим покровителем Партії регіонів, олігархом Рінатом Ахметовим. Він поінформував хресного батька донецького клану про НАТО, прагнучи заручитися підтримкою Ахметова, щоб домогтися згоди Верховної Ради на участь України у спільних навчаннях з НАТО.За словами Гриценка, Ахметов сказав, що депутати від Партії регіонів будуть голосувати за проведення навчань тільки після виборів, не раніше. Олігарх також нібито сказав Гриценку, що той виконує потрібну роботу на посаді міністра оборони, причому, за заявою Ахметова, цю точку зору поділяють і «інші» регіонали.На думку А. Гриценка, розмова з Ахметовим дає підстави вважати, що він може залишитися на посаді міністра оборони у складі коаліційного уряду, сформованого «Партією регіонів» та «Нашою Україною». Це дозволить йому продовжити курс України на євроатлантичну інтеграцію у військовій та оборонній сфері.Коментар4. (C) Антинатівська позиція Партії регіонів справді є однією з її передвиборних технологій, але не тільки. Як зазначив посол у бесіді з А. Гриценко, В. Янукович нерідко підкреслював у приватних висловлюваннях, що він не бачить серйозного прагнення України вступити в НАТО.Якщо Партія регіонів дасть свою згоду на те, щоб А. Гриценко залишився на посаді міністра оборони у складі коаліційного уряду, це стане явною ознакою того, що регіонали не бажають різко змінювати один з основних аспектів зовнішньополітичного курсу України.Гербст (Herbst). |

### WikiLeaks про розмову «посла США в Україні» з Д. Фірташем— щодо коаліції-2008
Д. Фірташ, як «найбагатший бізнесмен з оточення Ющенка», мав певний вплив на питання створення коаліції. Судячи з матеріалів WikiLeaks — Фірташ активно лобіював створення коаліції між «Нашою Україною»-Ющенком та «Партією регіонів»-Януковичем.
Цитата зі статті «Wikileaks: Повний текст доповіді посла США про зустріч з Фірташем (10 грудня 2008)»:
| Wikileaks оприлюдив засекречену доповідь посла США в Україні Вільяма Тейлора про зустріч з українським бізнесменом Дмитром Фірташем. Зустріч відбулася 8 грудня 2008 року. Мова йшла про Ющенка, Тимошенко, торгівлю газом, про Могілевича, Сонцевську ОЗГ (організована злочинна група у Москві) й про компанію «Ітера». Оригінальний текст (укр.) Середа, 10 грудня 2008, 07:521.Неоднозначний український олігарх Дмитро Фірташ, перш за все відомий як співвласник газового посередника РосУкрЕнерго, зателефонував послу США в Україні Вільяму Тейлору 8 грудня 2008…Мільярдер, який судячи з усього, є однією з найвпливовіших людей в Україні, висловив повну підтримку президенту Віктору Ющенку й настільки ж сильне презирство до прем'єр-міністра Юлії Тимошенко. Він заявив, що перешкоджав коаліції між БЮТ та Партією Регіонів до останньої миті (перед можливим створенням) й на момент зустрічі працював над створенням коаліції між прихильниками Ющенка та Партією Регіонів…6. Фірташ сказав, що й він, й Ахметов обидва хотіли коаліції між ПР та прихильниками Ющенка. Він запевнив, що виступив посередником під час зустрічі, що пройшла увечері 8 грудня, між Януковичем та Ющенком. Він не був упевнений в тому, що Януковичу та Ющенку вдасться сформувати коаліцію, але вважав, що це — єдиний шлях, здатний вивести Україну з політичної кризи …16. Коли Фірташа запитали про обіцянку Тимошенко усунути РосУкрЕнерго з України, у своїй відповіді він пов'язав Тимошенко з Росією. Він стверджував, що прем'єр-міністр звернулася за підтримкою з боку Росії для того, щоб позбутися РосУкрЕнерго. Й заради досягнення цієї мети йшла на поступки Росії. Як приклад таких поступок Москві, Фірташ назвав мовчання Тимошенко про військові події в Грузії в серпні, її уникнення заяв щодо Голодомору й щодо питання Чорноморського флоту в Криму.Фірташ зізнався, що у нього все більше ускладнювалися відносини з Росією… Якщо Москва дійсно хотіла позбутися РосУкрЕнерго, додав Фірташ, вона могла це зробити тільки за час, коли Тимошенко була при владі…18. Посол попросив Фірташа розповісти про свої зв'язки з босами російських злочинних угруповань, такими як Семен Могилевич. Фірташ відповів, що багато людей із Заходу не розуміють, що відбувалося в Україні після розпаду СРСР… Фірташ визнав, що він мав потребу й отримав дозвіл від Могилевича, коли починав різні види свого бізнесу, але він заперечував, що знаходиться в близьких стосунках з Могилевичем. |

## Політологи про «коаліціаду 2006 та 2007 років»
«Коаліціада після виборів-2006» плавно перейшла в «коаліціаду після виборів-2007» — в обох випадках провідну роль (у затягуванні «виснажливих переговорів») грав президент Ющенко. І метою Ющенка (як лідера «Нашої України») в обох випадках було: 1) на виборах — покращувати результат «Нашої України» на гаслах «боротьби проти Януковича та союзу з Тимошенко»; 2) після виборів — метою Ющенка ставало «не допустити Тимошенко на пост прем'єр-міністра» (як у 2005, 2006, 2007 роках; спроба Ющенка розпустити парламент у 2008; боротьба Ющенка проти Тимошенко в 2009—2010 роках).
Відомий американський політолог Тарас Кузьо («один з провідних фахівців США» з української політики) неодноразово аналізував питання «коаліціади 2006 та 2007 років»; зокрема, у статті «Коаліціада 2007: Нічому не навчилися ?», написаної для «BBC», 22-23 листопада 2007:
| Обрання «спікера Верховної Ради» залишається суперечливим питанням — попри відкриття парламенту 23 листопада. Блок НУНС проголосував за висунення кандидатом від Нашої України В'ячеслава Кириленка. Проте раніше здавалося, що президент Ющенко та його секретаріат підтримували кандидатуру секретаря РНБО Івана Плюща. Чим пояснити таке таку суперечність. Невже коаліціада 2006 року нічому не навчила? Оригінальний текст (укр.) Після виборів у березні 2006 року помаранчеві сили (Наша Україна, Блок Юлії Тимошенко та СПУ) три місяці не могли створити урядову коаліцію. Тоді вони не могли погодитися, чи спікером буде кандидат НУ Петро Порошенко, чи кандидат СПУ та БЮТ — Олександр Мороз. В результаті Олександр Мороз уклав угоду з Партією регіонів, а на чолі уряду став Віктор Янукович. Виглядає, що цього разу візантійські інтриги тривають, але вже довкола кандидатур Кириленка та Плюща.Газета Ріната Ахметова „Сєгодня“ твердила, що на 23 листопада Ющенко підтримує кандидатуру Івана Плюща і створення „широкої“ коаліції. Головна мета — не допустити як і у 2006 році, Юлію Тимошенко до керівництва урядом. Депутат БЮТ навіть твердив, що ПРУ обіцяла йому 10 млн доларів за відмову прийти у парламент.Якщо президент справді підтримує Плюща, то блок „Нашої України та Народної Самооборони“ розпадеться. Юрій Луценко вже заявив, що підтримує Кириленка. БЮТ не голосуватиме за Плюща, бо той виступає за широку коаліцію і виступає проти Тимошенко. Як я вже писав раніше, НУНС буде нестабільним учасником будь-якої коаліції: помаранчевої чи широкої, бо має внутрішні суперечності та страждає від візантійських інтриг президентського оточення.…Друзі, які повертаються з України, розповідають, що у Києві шириться думка, що „Ющенко піде слідом за Морозом“. Я писав про це також, але завжди цікаво почути підтвердження з України…БЮТ вимагає аби Ющенко чітко висловив свою позицію щодо формату коаліції. Сам президент тим часом, як і 2006 року, мовчить… Ющенко обіцяв виборцям три ключові речі, коли відбувалася передвиборча кампанія. Усі три він не виконав: 1) По-перше він обіцяв, що коаліціада 2006 року не повториться й коаліційний уряд швидко запрацює. Цього не сталося. 2) По-друге, президент обіцяв підтримати формування „помаранчевої коаліції“ якщо вона здобуде підтримку виборців. Разом помаранчеві партії виграли як вибори 2006 так і вибори 2007 року, але не отримали чіткої підтримки президента. 3) Президент Ющенко підтримав гасло НУНС „Закон один для всіх“, але секретар РНБО Іван Плющ займає свою посаду попри заборону чоловікам старшим за 65 років займати державні посади. Таким чином, не лише не втілена обіцянка „Закон один для всіх“, але й Плющ активно не підтримує „помаранчеву коаліцію“.Українські еліти, включно з президентом Ющенком, залишаються нео-радянськими у тому сенсі, що не хочуть трактувати українців громадянами та поважати їх вибір. Вдруге за два роки, президент Ющенко та його оточення ігнорують факт програшу на виборах „Нашої України“ та вдруге зраджують своїм обіцянкам призначити керівником уряду Юлію Тимошенко. Українські виборці покарали „Соціалістичну партію“ за зраду „помаранчевої коаліції у 2006 році“. На наступних виборах вони покарають Ющенка за зраду „помаранчевої коаліції у 2006 й 2007 роках“. Ющенко мав шанс увійти в історію інакше, але обрав шлях Олександра Мороза.Сайт „Українська правда“ зазначає, що нагорода Ківалова є „плювком в обличчя половині України“… Нагорода Потебенька та Ківалова засвідчує, що Ющенко не буде президентом, який принесе „верховенство права“ в Україну. Ківалов не лише не поніс відповідальність за фальсифікацію виборів у 2004 році, але надалі залишився на посаді ректора „Одеської юридичної академії“, де він успішно відкрив собі пам'ятник у 2005 році.Ці та попередні нагороди, а також реальне небажання (попри декларації) погодитися на „коаліцію з Тимошенко в уряді“, засвідчують одне: Ющенко не переможе на президентських виборах 2009 року. Можливо саме тепер настав час, аби Ющенко подав у відставку, аніж опинився перед перспективою зазнати поразки?…Цими вихідними я відвідав Нью-Йорк, де прочитав в „Українському інституті Америки“ мою четверту лекцію про вибори в Україні. „Український інститут“ розміщений у чудовому старовинному будинку у Північно-східній частині Мангеттена, де неподалік розміщений відомий „Metropolitan музей“. Раніше, я виступав з подібною лекцією у „Держдепартаменті США у Вашингтоні“, на „кафедрі українських студій університету Оттава“ та перед аудиторією „Української федерації Філадельфії“.Як я нагадав у своїй лекції, що Помаранчева революція стала найбільшим мирним масовим протестом у Європі після Другої Світової війни. Кожен п'ятий українець взяв участь у подіях помаранчевої революції (30% на Заході; і лише 5% на Сході України).Ми маємо розглядати вибори 2007 року як критичний поворотний момент в історії країни, оскільки Юлія Тимошенко отримала подиву гідний успіх, збільшила свою підтримку з 22% до 30% та скоротила свій відрив від ПРУ до 4%. Як я вже наголошував, БЮТ та Юлія Тимошенко врятували Помаранчеву революцію (й помаранчеве коло прихильників у Нью-Йорку). Якби не перемога БЮТ, Віктор Янукович знову очолив уряд й створив „Антикризову коаліцію-2“. Що б залишилося би від Помаранчевої революції через п'яти років третього уряду Януковича? |

28 грудня 2006 — відомі політологи Україні (директор Центру соціальних досліджень «Софія» Андрій Єрмолаєв, директор «Центру політичних досліджень та конфліктології» Михайло Погребинський; директор «Київського інституту проблем управління ім. Л. Горшеніна» Кость Бондаренко) обговорили політичні підсумки 2006 року; присутній на зустрічі «політичний оглядач газети „Економічні вісті“ Антон Підлуцький» резюмує це обговорення (основною темою обговорення виявилася тема «створення правлячої коаліції»): 
 — «2006 рік став одним з найбільш врожайних в політичній історії Україні. Закордонні політологи, які спостерігали за парламентськими виборами й наступною коаліціадою, мали підстави для заздрощів — кожен день щось нове… Розпочата відразу після виборів коаліціада (що закінчилася підписанням Універсалу) розкрила справжні цінності президентської партії НСНУ. А також… продемонструвала недалекоглядність президентського оточення».

## Додаткова література
- Максак Г. Парламентские выборы в Украине: конфигурация коалиций [Архівовано 21 Липня 2011 у Wayback Machine.] // Палітычная сфера. — Мінск, 2006. — 7. — С. 106—113.
- Метаморфозы и антиномии политического режима: Украина — 2006—2007 [Архівовано 25 березня 2012 у Wayback Machine.]/ В. Ю. Карасев, У. В. Кириенко. — // Мировая экономика и международные отношения. — 2008. — № 9. — С. С.58-74.